# 강진우체국
강진우체국(康津郵遞局)은 과학기술정보통신부 우정사업본부 전남지방우정청 소속의 우편물 취급기관이다. 전라남도 강진군 강진읍 남문길 7(남성리 42-1)에 있다.

## 연혁
- 1910년 12월 25일: 강진 우편소 개소(강진군 군동면 탑동리)
- 1916년 11월 28일: 강진우편소 신축이전(강진면 남성리 84번지)
- 1940년 10월 12일: 강진 우편국으로 국명 개칭
- 1945년 11월 13일: 강진우체국으로 승격
- 1949년 8월 13일: 사무관국으로 승격
- 1960년 1월 25일: 강진군 강진읍 남성리 42-1 신축이전
- 2001년 12월 10일: 본청사 개축 (대지1,607㎡, 연면적 2,357.96㎡ 지하1층, 지상3층)
- 2001년 12월 31일: 집배통합(강진,병영,성전,도암,칠량,군동,작천)
- 2005년 10월 10일: 칠량우체국을 별정우체국으로 지정[2]
- 2021년 4월 5일 : 마량우체국 집배통합으로 강진우체국이 강진군 전지역과 완도군 고금면 덕동리 일대를 우편구역으로 지정[3]

## 관할 우체국
| 우체국명       | 사진 | 주소                                   | 비고       |
| -------------- | ---- | -------------------------------------- | ---------- |
| 강진대구우체국 |      | 전라남도 강진군 대구면 수동길 11       |            |
| 군동우체국     |      | 전라남도 강진군 군동면 진흥로 323      |            |
| 도암우체국     |      | 전라남도 강진군 도암면 도암중앙로 78   |            |
| 마량우체국     |      | 전라남도 강진군 마량면 마량3길 5-1     |            |
| 병영우체국     |      | 전라남도 강진군 병영면 병영성로 139    |            |
| 성전우체국     |      | 전라남도 강진군 성전면 별뫼로 380      |            |
| 신전우체국     |      | 전라남도 강진군 신전면 신전중앙길 16-1 |            |
| 옴천우체국     |      | 전라남도 강진군 옴천면 개산중앙길 12   |            |
| 작천우체국     |      | 전라남도 강진군 작천면 평리길 60       |            |
| 칠량우체국     |      | 전라남도 강진군 칠량면 칠량로 75       | 별정우체국 |